# Record du Maroc de natation dames du 800 mètres nage libre
Cet article présente l'évolution du record du Maroc de natation dames du 800 mètres nage libre.

## Bassin de 50 mètres
| Temps         | Athlète       | Naissance | Âge | Club         | Compétition                 | Lieu       | Date             |
| ------------- | ------------- | --------- | --- | ------------ | --------------------------- | ---------- | ---------------- |
| 9 min 17 s 35 | Sara El Bekri | 1987      | 20  | RCA Natation |                             | Casablanca | 19 juillet 2007  |
| -----         |               |           |     |              |                             |            |                  |
| 9 min 09 s 82 | Sara El Bekri | 1987      | 22  | RCA Natation | Lyon international          | Lyon       | 13 février 2009  |
| 8 min 56 s 66 | Sara El Bekri | 1987      | 24  | RCA Natation | Championnats du Maroc (ct)  | Casablanca | 15 juillet 2011  |
| 8 min 49 s 67 | Sara El Bekri | 1987      | 24  | RCA Natation | Jeux panarabes (f)          | Doha       | 21 décembre 2011 |
| 8 min 49 s 57 | Sara El Bekri | 1987      | 25  | RCA Natation | Grand prix Jean Boiteux (s) | Bordeaux   | 24 février 2012  |

## Bassin de 25 mètres
| Temps         | Athlète       | Naissance | Âge | Club         | Compétition                    | Lieu      | Date             |
| ------------- | ------------- | --------- | --- | ------------ | ------------------------------ | --------- | ---------------- |
| 9 min 17 s 22 | Sara El Bekri | 1987      | 20  | RCA Natation |                                | El Jadida | 7 avril 2007     |
| 9 min 13 s 84 | Rania El Abdi | 1994      | 17  | USCM         | Championnats du Maroc (s)      | Meknès    | 8 avril 2011     |
| 8 min 54 s 51 | Sara El Bekri | 1987      | 24  | RCA Natation | Meeting national d'automne (s) | Compiègne | 13 novembre 2011 |